# Лестибудуа, Темистокль
Гаспа́р Темисто́кль Лестибудуа́ (фр. Gaspard Thémistocle Lestiboudois; 1797—1876) — французский врач, ботаник и политический деятель. Сын ботаника Франсуа Жозефа Лестибудуа (1759—1815).

## Биография
Родился 12 октября 1797 года в Лилле. Учился в Парижском университете, в 1818 году получил степень доктора медицины.
В 1835 году занимался изучением проблемы эпидемии чумы в Алжире.
В 1839 году избран депутатом Национального собрания Франции.
С 1868 года — командор ордена Почётного легиона.
Скончался в Париже 22 ноября 1876 года.

## Некоторые научные публикации
- Lestiboudois, T. Essai sur la familie des Cypéracées. — Paris, 1819. — 46 p.
- Lestiboudois, T. Botanographie élémentaire. — Paris, Lille, 1826. — 559 p.
- Lestiboudois, T. Botanographie belgique. — Paris, 1827. — 314 + 498 p.
- Lestiboudois, T. Botanographie universelle. — Paris, Lille, 1827. — 335 + 464 p.